# Valerij Sergejevič Zolotuchin

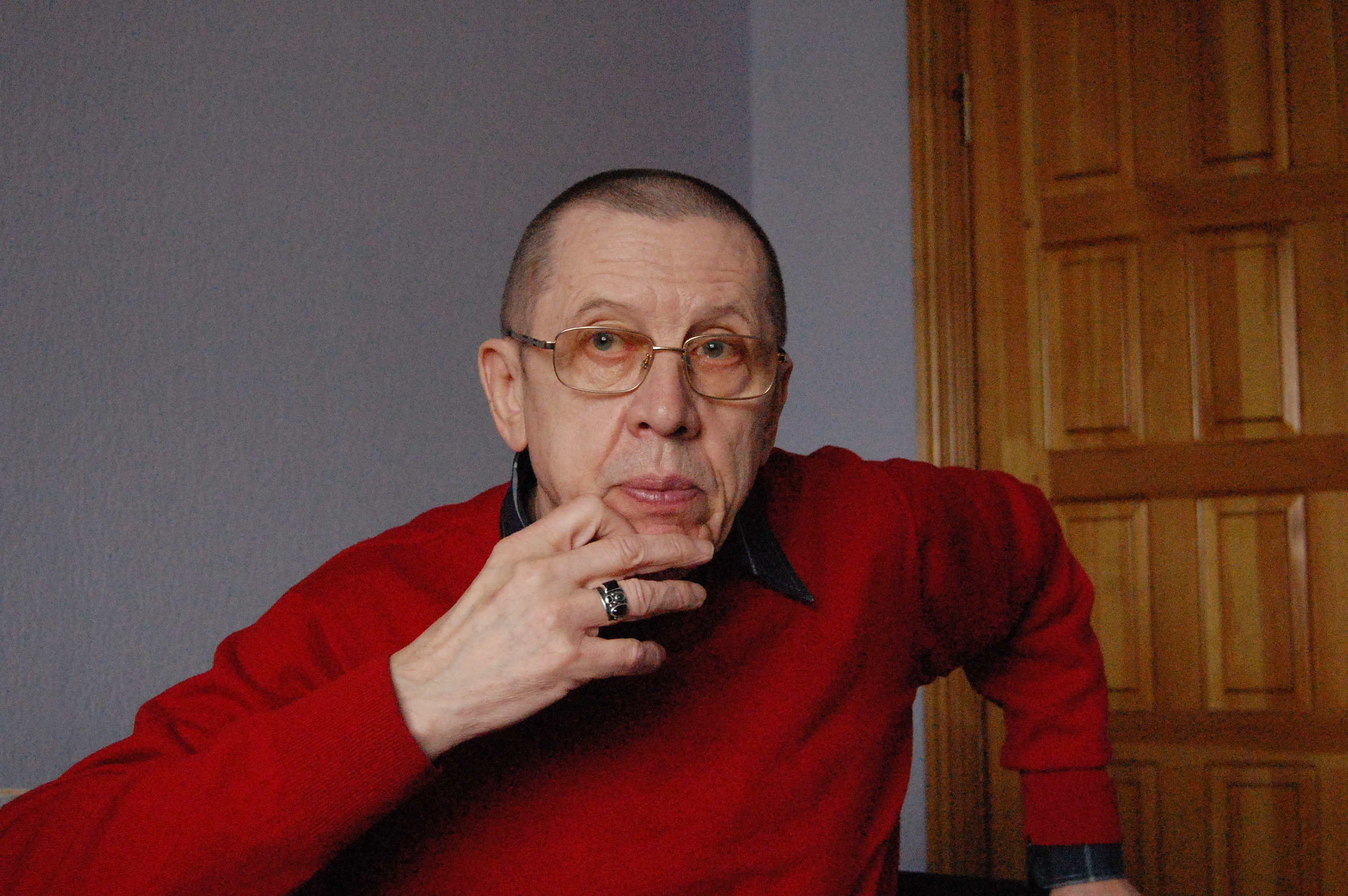
Valerij Zolotuchin v roce 2011

Valerij Sergejevič Zolotuchin (rusky Валерий Сергеевич Золотухин, 21. června 1941 v Bystrém Istoku v Altajském kraji – 30. března 2013 v Moskvě) byl ruský herec. V roce 1963 absolvoval Ruskou akademii divadelního umění a pak od roku 1964 až do své smrti hrál v Divadle na Tagance. Kromě toho si zahrál řadu rolí ve filmu.

## Výběr z filmografie
- Bumbaraš (1971)
- Život a neobyčejná dobrodružství vojáka Ivana Čonkina (1994)
- Noční hlídka (2004)
- Denní hlídka (2006)
- Černý blesk (2009)
- Unaveni sluncem 2: Odpor (2010)